# Francisco Delicado

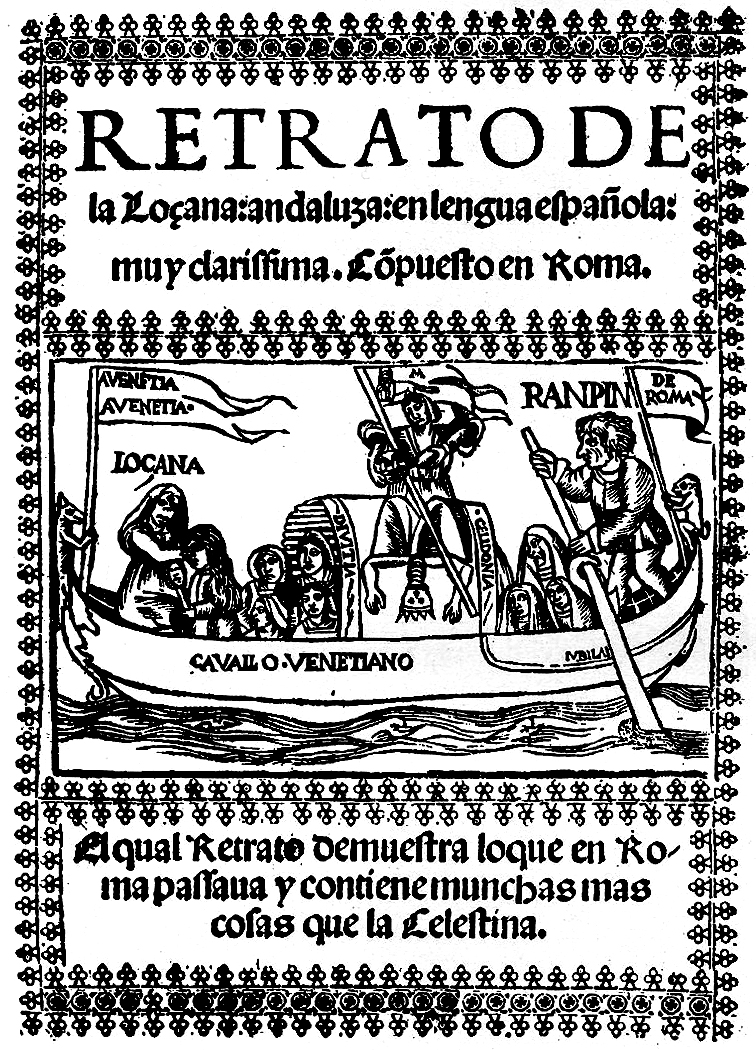
La Loçana andaluza, Venezia, 1528.

Francisco Delicado (o Delgado) (Cordova, 1480 circa – 1535 circa) è stato uno scrittore spagnolo. Fu attivo negli anni del Rinascimento.

## Biografia
Poco si sa sulla vita di Delicado. Egli nacque a Cordova e, per ragioni ignote, si trasferì a Roma, dove diventò vicario e il suo cognome fu italianizzato in Delicado. Dopo il sacco di Roma, si trasferì a Venezia ove scrisse il romanzo El retrato de la Loçana Andaluza (Il ritratto della donna andalusa) nel 1528, che continua il romanzo dialogico sulla scia di La Celestina. Il romanzo è un ritratto sociale e storico della città di Roma e dei suoi lati oscuri nei primi anni del XVI secolo ed è uno dei primi romanzi picareschi. Delicado fu anche discepolo di Antonio de Nebrija. È noto che Delicado contrasse la sifilide. Egli ebbe una buona opinione degli ebrei il che ha fatto supporre che fosse un converso.